# Veliki strahovski stadion
Veliki Strahovski stadion (češko Velký strahovský stadion) je velik stadion, ki se nahaja v predelu Strahov v češki prestolnici Praga. S kapaciteto 250 000 ljudi velja za največji stadion na svetu. Uporablja se kot prizorišče za koncerte in kot vadbeno območje nogometnega kluba AC Sparta Praha. V preteklosti so na njem izvajali tudi sihronizirano gimnastiko člani češkega društva Sokol ter organizirali motoristične dirke.
Gradnja, po načrtih arhitekta Aloisa Dryaka, se je začela leta 1926. Leta 1932 so zamenjali lesena sedišča z betonskimi, nadaljnje modifikacije so izvedli v letih 1948 in 1975.
Igralna površina ima dimenzije 310,5 x 202,5 m (63500 m²), kar je dovolj za 8 nogometnih igrišč in dve manjši futsal igrišči.